# المملكة (مسلسل قصير)
المملكة هو مسلسل قصير رعب خارق للطبيعة دنماركي من صناعة لارس فون ترايير وبطولة سورين بيلمارك، جيتا نوربي، بيرجيت راابيرغ وبيتر ميجيند.

## روابط خارجية
- المملكة (مسلسل قصير) على موقع IMDb (الإنجليزية)
- المملكة (مسلسل قصير) على موقع الموسوعة البريطانية (الإنجليزية)
- المملكة (مسلسل قصير) على موقع روتن توميتوز (الإنجليزية)
- المملكة (مسلسل قصير) على موقع نتفليكس (الإنجليزية)
- المملكة (مسلسل قصير) على موقع ألو سيني (الفرنسية)
- المملكة (مسلسل قصير) على موقع Turner Classic Movies (الإنجليزية)
- المملكة (مسلسل قصير) على موقع أول موفي (الإنجليزية)
- المملكة (مسلسل قصير) على موقع فيلمافينيتي (الإسبانية)
- المملكة (مسلسل قصير) على موقع قاعدة بيانات الفيلم (الإنجليزية)
- المملكة (مسلسل قصير) على موقع ليتربوكسد (الإنجليزية)